# 法索尔德斯贝格
法索尔德斯贝格是奥地利施蒂利亚州格拉茨城郊县的一个市镇。总面积28.08平方公里，总人口4228人，人口密度151人/平方公里（2012年）。